# Papilio garamas
Papilio garamas är en fjärilsart som beskrevs av Carl Geyer 1829. Papilio garamas ingår i släktet Papilio och familjen riddarfjärilar. Inga underarter finns listade i Catalogue of Life.

## Bildgalleri

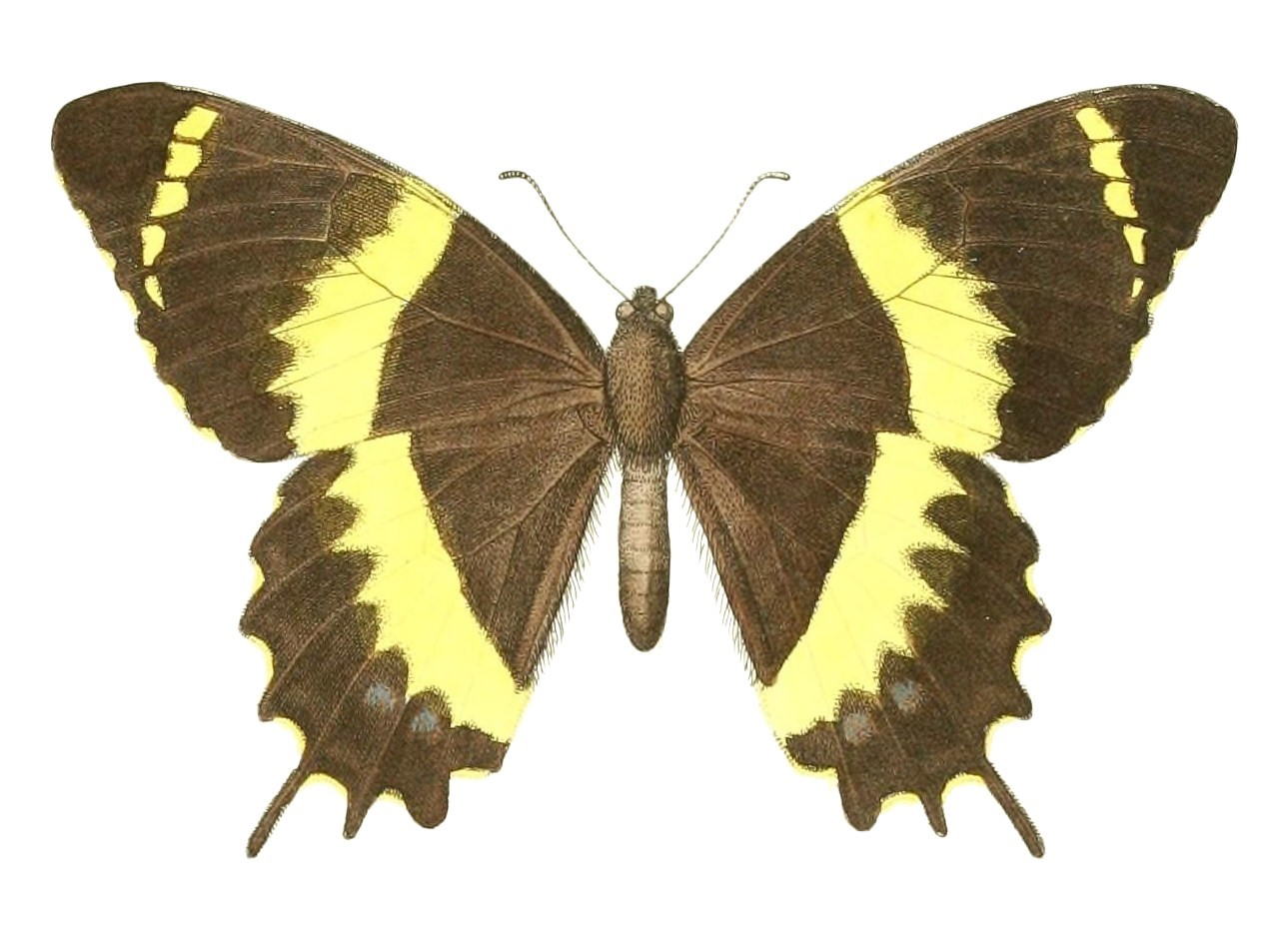